# Parafia św. Mikołaja w Lubaczowie
Parafia Świętego Mikołaja w Lubaczowie – parafia greckokatolicka w Lubaczowie, w dekanacie przemyskim archieparchii przemysko-warszawskiej. Założona w 1666; ponownie 1994. Mieści się przy ulicy Grunwaldzkiej.